# Valvata tricarinata
Valvata tricarinata is een slakkensoort uit de familie van de Valvatidae. De wetenschappelijke naam van de soort is voor het eerst geldig gepubliceerd in 1817 door Say.